# Isopeda brachyseta
Isopeda brachyseta là một loài nhện trong họ Sparassidae.
Loài này thuộc chi Isopeda. Isopeda brachyseta được Arthur Stanley Hirst miêu tả năm 1992.